# Yami no Purple Eye
Yami no Purple Ai (jap. 闇のパープル・アイ, Yami no Pāpuru Ai, dt. „purpurne Augen in der Dunkelheit“) ist eine abgeschlossene Manga-Serie der japanischen Zeichnerin Chie Shinohara, die dem Shōjo-Genre zuzuordnen ist. Die Geschichte erzählt von einem Mädchen, das in der Lage ist, sich in einen Leoparden mit lilafarbenen Augen zu verwandeln.

## Handlung
Rinko Ozaki (尾崎 倫子), eine 15-jährige Mittelschülerin, wurde mit einem auffälligen Muttermal am linken Unterarm geboren. Sie ist erst vor Kurzem nach mit ihrer Mutter, ihrem Vater und ihrer jüngeren Schwester Maiko nach .. gezogen.
Als sie sich mit einem Küchenmesser verletzt, verfällt sie in eine Art Rausch und kostet von ihrem Blut.
Einige Nächte später wird Rinko auf der Straße von drei jungen Männern angegriffen, die sich an Rinkos Klassenkamerad Shin’ya Mizushima (水島 慎也) rächen wollen. Während sie gegen die Männer kämpft, verwandelt sie sich unbewusst in einen riesigen Leoparden und tötet ihre Angreifer. Nach der Attacke findet Shin’ya sie nackt und bewusstlos und bringt sie in seine Wohnung.
Im Unterricht wird ihre Biologie-Lehrerin Kaoruko Sonehara (曽根原 薫子) auf ihr Mal aufmerksam. Sie und ihr Vater versuchen seit Jahren zu beweisen, dass es Menschen gibt, die sich in Tiere verwandeln können. Sonehara erklärt Rinko, dass die Studien ergeben hätten, dass alle Personen in der Vergangenheit, die als Gestaltwandler in Frage kommen, mit einem auffälligen Mal geboren wurden. Sonehara glaubt daher, dass auch Rinko ein Gestaltwandler ist. Nach dem Gespräch wird Rinko eingesperrt und Sonehara eröffnet ihr, dass sie die drei Männer, die hinter Shin’ya herwaren, auf Rinko gehetzt habe. Durch ein Fenster in der Tür muss Rinko mit ansehen, wie ihre Biologie-Lehrerin über den bewusstlosen Shin’ya herfällt. Dadurch wird Rinko so angestachelt, dass sie sich wieder in einen Leoparden verwandelt. Bei der Flucht verletzt die nun verwandelte Rinko Shin’ya am Rücken. Erneut wird Rinko nach der Verwandlung bewusstlos, kann sich aber an einige Ereignisse schemenhaft erinnern.
Sonehara nimmt Rinko in der Schule gefangen, betäubt sie, quält sie mit Elektroschocks und wirft sie gefesselt in ein Schwimmbecken. Nur durch die Verwandlung kann sich Rinko retten. Rinko, die sich bei Shin’ya versteckt, wird von Sonehara angerufen. Diese erpresst Rinkos weiteren gehorsam damit, dass sie alternativ auch Rinkos kleine Schwester Maiko als Versuchsobjekt verwenden würde. Um ihre Schwester zu retten, die bereits in der Gewalt von Sonehara ist, bricht Rinko bei ihrer Lehrerin ein. Sie kann ihre kleine Schwester zwar aus der Gefangenschaft befreien, diese wird jedoch bei der Flucht von Soneharas Wachhunden totgebissen.
Durch die Trauer und Wut gelingt Rinko erneut die Verwandlung. Dies wird von Sonehara gefilmt. Die verwandelte Rinko nimmt den Leichnam von Maiko und begräbt diese in einem Wald. Erneut flüchtet Rinko zu Shin’ya, da sie nicht nach Hause möchte, wo sie alles an Maiko erinnert.
Im weiteren Verlauf der Geschichte wird Rinko mit dem Video von Sonehara unter Druck gesetzt. Shin’ya erfährt durch Sonehara, dass Rinko die drei Angreifer getötet hat und hilft daraufhin Sonehara, Rinko zu betäuben und so zu fangen. Erneut in Gefangenschaft geraten, wird Rinko von Soneharas verrückten Vater die Halsschlagader aufgeschnitten, um ihr Blut abzunehmen.
In der Zwischenzeit erzählt Sonehara, dass sich ihr Vater vor einigen Jahren selbst mit Benzin übergossen und danach angezündet habe, weil andere Wissenschaftler ihm nicht geglaubt haben. Zurück in Soneharas Villa helfen die beiden Rinko mit ihrer prinzipiell tödlichen Verletzung. Rinko verletzt Soneharas Vaters, nachdem sie sich verwandelt hat und flüchtet. Shin’ya wird von der immer noch verwandelten Rinko angegriffen und gesteht ihr, dass er Sonehara nur geholfen habe, um die Kopien der Aufnahmen von Rinkos Verwandlung zu vernichten und dass er Rinko liebe. Rinko lässt von ihm ab und beide fliehen. Sonehara schießt auf Shin’ya und verletzt ihn an der Schulter. Durch die Schusswunde stürzt Shin’ya einen Abhang hinunter. Rinko sucht nach Shin’ya, der am Grund des Abhangs nicht zu finden ist. Da sie vermutet, dass Sonehara Shin’ya gefunden habe, durchsucht sie Soneharas Villa, wo Shin’ya nicht zu finden ist. Dort beobachtet sie einen fremden Mann, der sich als Reporter ausgibt und vorgibt das Verschwinden von Rinko und Shin’ya zu untersuchen. Offiziell weiß er jedoch von den Forschungen von Soneharas Vater und gibt vor, sie bei der Veröffentlichung der Ergebnisse unterstützen zu wollen.
Bei der weiteren Suche begegnet sie Mitsugu Odagiri, dem Reporter aus Soneharas Haus erneut. Er erzählt Rinko, dass er Shin’ya gefunden und verarztet habe. Odagiri bietet Rinko an, sie zu Shin’ya zu bringen. An einer Hütte angekommen, überwältigt er Rinko und wirft sie in die Hütte, in der drei weitere Männer warten. Die drei versuchen Rinko zu missbrauchen. Rinko jedoch kann sich wehren, indem sie zum Panther wird, die drei tötet und durch das Fenster flieht. Odagiri, der weiß, dass Rinko nicht ohne Shin’ya fortgehen wird, wartet auf ihre Rückkehr. Seine Vermutung bewahrheitet sich, als Rinko kurze Zeit später wieder in der Nähe der Hütte auftaucht. Odagiri erklärt ihr, dass er Rinko haben wolle, aber nicht, wie sie befürchtet, um sie für Experimente zu nutzen, sondern, weil er sie körperlich begehre. Odagiri bedrängt und küsst Rinko, worauf hin sie die lilafarbenen Augen bei Odagiri bemerkt.
Nachdem Shin’ya erwacht, flüchten er und Rinko durch das Fenster. Sie begegnen einem campenden Ehepaar, dass die beiden bis zur nächsten Ortschaft begleiten will. Yumi und Murata, das Ehepaar, werden von Odagiri getötet, der damit Shin’ya und Rinko zeigen will, dass er den beiden überlegen ist.
Odagiri bringt Shin’ya und Rinko dazu, an einem unfreiwilligen Katz-und-Maus-Spiel teilzunehmen. Er gibt ihnen 30 Minuten Vorsprung und will – dann in einen schwarzen Panther verwandelt – Jagd auf die beiden machen. Shin’ya kann Odagiri zwar überwältigen, jedoch wird Rinko von Sonehara mit einer Waffe bedroht. Shin’ya kann Sonehara überwältigen und ihr die Waffe abnehmen. Während des folgenden Streits zwischen Rinko und Shin’ya kann Sonehara flüchten.
Odagiri verfolgt die beiden bis zu Shin’yas Wohnung und schlägt Shin’ya bewusstlos. Rinko verwandelt sich und kämpft in der Stadt mit Odagiri. Geschwächt vom Kampf und der Verwandlung verwandelt sich Rinko zurück und wird bewusstlos. Sie erwacht verarztet in Odagiris Wohnung und bittet diesen, Shin’ya in Ruhe zu lassen. Dieser erklärt sich einverstanden, sofern sie sich ihm hingibt. Rinko will sich für keine der Möglichkeiten entscheiden, da sie Shin’ya liebt. Odagiri erklärt Rinko, dass kein Mensch langfristig mit einem Panther zusammen sein könne.

## Veröffentlichungen
Yami no Purple Ai wurde in Japan von 1984 bis 1987 in insgesamt 12 Sammelbänden von Chao Flower Comics einer Firma der Shōgakukan-Gruppe herausgebracht.

## Adaptionen
Die Serie wurde als sechsteilige Light Novel bei Shogakukans Imprint Palette Bunko herausgebracht.
Bei Toshiba EMI erschienen zwei Musikalben zum Werk mit insgesamt 19 Stücken, die von Shōko Yamagiwa, Derek Jackson und Mayumi Seki gesungen, von Linda Hennrick getextet und von Ichirō Nitta komponiert und produziert wurden. Diese erschienen zwischen 1986 und 1988 auf Schallplatte und CD. 1993 erfolgte eine Neuauflage durch EMI Music Japan. Basierend darauf erschien 1988 ein 30-minütiges Musikvideo als Original Video Animation.
Im Jahr 1996 wurde die Mangaserie in Japan als 11-teiliges Fernseh-Dorama auf TV Asahi verfilmt. In den Hauptrollen waren mit Akiko Hinagata und Haruhiko Katō zu sehen.

## Rezeption
Chie Shinohara wurde für Yami no Pāpuru Ai 1987 mit dem Shōgakukan-Manga-Preis in der Kategorie Shōjo ausgezeichnet.